# Уларе, Обби
Мамаду Обби Уларе (нидерл. Mamadou Obbi Oularé; родился 8 января 1996 года в Варегеме, Бельгия) — бельгийский футболист гвинейского происхождения, нападающий клуба «Льерс Кампензонен».

## Клубная карьера
Уларе начал заниматься футболом в академии клуба «Брюссель». В 2005 году он перебрался в академию Андерлехта, но после этого часто менял клубы из-за травм и сложностей с адаптацией, побывав в «молодёжках» льежского «Стандарда», французских «Лилля» и «Васкеаля». В 2013 году Обби оказался в академии «Брюгге». 14 сентября 2014 года в матче против «Генка» он дебютировал в Жюпиле лиге, заменив во втором тайме Николу Сторма
. 21 сентября в поединке против «Кортрейка» Уларе забил свой первый гол за «Брюгге». В феврале 2015 года в матчах Лиги Европы против датского «Ольборга» Обби забил два гола. По итогам сезона он помог занять команде второе место и завоевать Кубок Бельгии. 5 августа в поединке квалификационного раунда Лиги чемпионом против греческого «Панатинаикоса» Обби забил гол.
В сентябре Уларе перешёл в английский «Уотфорд», подписав контракт на пять лет. Сумма трансфера составила 6 млн фунтов. 18 февраля в матче против «Суонси Сити» он дебютировал в английской Премьер-лиге, заменив во втором тайме Валона Бехрами.
Летом 2016 года Уларе на правах аренды перешёл в «Зюлте-Варегем». 14 августа в матче против льежского «Стандарда» он дебютировал за новую команду. 27 ноября в поединке против «Стандарда» Обби забил свой первый гол за «Зюлте-Варегем». В начале 2017 года он на правах полугодовой аренды выступал в Эредивизи за нидерландский «Виллем II». Летом того же года Уларе на правах аренды присоединился к «Антверпену». 28 июля в матче против «Андерлехта» он дебютировал за новую команду. 15 октября в поединке против своего бывшего клуба «Зюлте-Варегем» Обби забил свой первый гол за «Антверпен».

## Достижения
«Брюгге»
- Обладатель Кубка Бельгии: 2014/15